# Gerhard Kerschbaumer
Gerhard Kerschbaumer, né le 19 juillet 1991 à Bressanone, est un cycliste italien spécialiste de VTT cross-country. Il termine 13e de l'épreuve olympique 2012. Il arrête sa carrière sportive à la fin de l'année 2022.

## Palmarès en VTT

### Jeux olympiques
- Tokyo 2020
  - 20e du cross-country

### Championnats du monde
- Pietermaritzburg 2013
  -  Champion du monde de cross-country espoirs
  -  Champion du monde du relais mixte (avec Gioele Bertolini, Eva Lechner et Marco Aurelio Fontana)
- Lenzerheide 2018
  -  Médaillé d'argent du cross-country

### Coupe du monde
- Coupe du monde de cross-country espoirs
  - 2011 : 1er du classement général, vainqueur de cinq manches
  - 2012 : 2e du classement général, vainqueur d'une manche
- Coupe du monde de cross-country
  - 2013 : 16e du classement général
  - 2014 : 14e du classement général
  - 2015 : 27e  du classement général
  - 2016 : 49e du classement général
  - 2018 : 5e du classement général, vainqueur d'une manche
  - 2019 : 6e du classement général
  - 2021 : 34e du classement général
  - 2022 : 23e du classement général
- Coupe du monde de cross-country short track
  - 2022 : 30e du classement général

### Championnats d'Europe
- Berne 2013
  -  Champion d'Europe du relais mixte (avec Marco Aurelio Fontana, Gioele Bertolini et Eva Lechner)
- Darfo Boario Terme 2017 
  -  Médaillé de bronze du relais mixte

### Championnats d'Italie
- 2008
  -  Champion d'Italie de cross-country juniors
- 2009
  -  Champion d'Italie de cross-country juniors
- 2011
  -  Champion d'Italie de cross-country espoirs
- 2012
  -  Champion d'Italie de cross-country espoirs
- 2013
  -  Champion d'Italie de cross-country espoirs
- 2017
  -  Champion d'Italie de cross-country
- 2018
  -  Champion d'Italie de cross-country
- 2019
  -  Champion d'Italie de cross-country
- 2022
  -  Champion d'Italie de cross-country